# Solveig Nordström
Solveig Nordström (Estocolm, 25 de novembre de 1923 - Alacant, 21 de gener de 2021) va ser una arqueòloga sueca.
Va ser la responsable que l'important jaciment arqueològic del Tossal de Manises se salvara d'una destrucció segura a causa de l'especulació immobiliària, quan les autoritats d'Alacant van permetre que sobre el jaciment es planificara la construcció d'un gran complex hoteler en els anys 60.
Solveig Nordström va nàixer a la capital de Suècia el 1923. Entraria a la Universitat a estudiar literatura; però, la seua tesi sobre Selma Lagerlof va ser rebutjada i arran d'això va decidir matricular-se en arqueologia clàssica per a poder estudiar llatí i grec. Tot i la mala imatge que es tenia d'Espanya a Suècia per culpa de la dictadura franquista, Solveig decideix visitar-la, atreta pels jaciments arqueològics de l'est peninsular, on la seua investigació tindrà un paper crucial.
Solveig Nordtröm va vincular la seua vida i el seu treball a la recerca de la història del sud valencià i l'art rupestre llevantí. En 1955 va arribar a Espanya, establint-se a Alacant. Va començar els seus treballs en els jaciments de Guardamar del Segura. En aquells dies ja se la definia com una incansable treballadora de camp. Va participar així mateix en la reforma del Museu Arqueològic Provincial d'Alacant, sent la figura clau de l'increment substancial del seu fons patrimonial durant els anys 70.
Actualment un parc d'Alacant, prop del Tossal de Manises, porta el seu nom.